# André Parmentier (homme politique, 1912-1978)
Pour les articles homonymes, voir Parmentier.
André Parmentier, né le 22 février 1912 à Calais et mort le 28 août 1978 dans la même commune, est un homme politique français.

## Biographie
Instituteur de profession, il adhère à la SFIO en 1934. Il entame sa carrière politique en octobre 1947 en étant élu conseiller municipal à Calais sur la liste de Gaston Berthe. L'année suivante, il devient adjoint au maire chargé des finances puis, en avril 1952, il est élu premier édile, en remplacement de M. Berthe, décédé en fonction.
Réélu lors des élections municipales de 1953, il remporte le siège de conseiller général dans le canton de Calais-Nord-Ouest en avril 1955 puis est élu député socialiste de la première circonscription du Pas-de-Calais en janvier 1956.
L'avènement de la Cinquième République marque le déclin progressif du socialisme à Calais. En 1958, André Parmentier est candidat à un nouveau mandat de député dans la septième circonscription mais arrive en troisième position derrière le gaulliste Jacques Vendroux et le communiste Marceau Danel. Au scrutin municipal de mars 1959, la liste qu'il conduit est battue et Calais bascule à droite avec l'élection de Jacques Vendroux à la mairie. Enfin, il est défait dès le premier tour lors des cantonales de juin 1961.
Sans mandat électif, il reprend son métier d'instituteur puis devient directeur d'école. En 1967, il tente de redevenir conseiller général et se présente en tant que candidat indépendant : s'il accède au second tour, il est cependant battu par Marceau Danel.
Il meurt le 28 août 1978 à Calais.

## Détail des fonctions et des mandats
Mandat parlementaire
- 2 janvier 1956 - 8 décembre 1958 : député du Pas-de-Calais
  - Élu dans la première circonscription au scrutin de liste (le Pas-de-Calais est alors découpé en deux circonscriptions, le département dépassant le seuil de 10 sièges à pourvoir)

Mandats locaux
- 19 octobre 1947 - 15 mars 1959 : conseiller municipal de Calais
- 22 février 1948 - 26 février 1950 : adjoint au maire de Calais 
  - Chargé des sports et de l'hygiène
- 26 février 1950 - 28 mars 1952 : deuxième adjoint au maire de Calais 
  - Chargé des finances
- 11 avril 1952 - 15 mars 1959 : maire de Calais
- 24 avril 1955 - 4 juin 1961 : conseiller général du canton de Calais-Nord-Ouest